# كوساري
كوساري هي بلدة في مقاطعة فوبقند في ولاية بخارى في أوزبكستان.